# Mila (tỉnh)
Mila (tiếng Ả Rập: ولاية ميلة ) là một wilaya của Algérie, tỉnh lỵ là Mila. Các đô thị khác có Telerghma, Grarem Gouga, Hamala và Rouached.

## Các đơn vị hành chính
Tỉnh này gồm 13 huyện và 32 đô thị. Các huyện bao gồm:
- Chelghoum Laïd
- Grarem Gouga
- Sidi Merouane
- Oued Endja
- Teleghma
- Ferdjioua
- Tadjenanet
- Terrai Bainem
- Rouached
- Tassadane Haddada
- Aïn Beida Harriche
- Bouhatem
- Mila